# Wildcat (Elitch Gardens)
Wildcat in Elitch Gardens (Denver, Colorado, USA) war eine Holzachterbahn des Herstellers Philadelphia Toboggan Coasters mit der Seriennummer 99, die 1936 eröffnet wurde. Am 1. Oktober 1994 wurde die Bahn zusammen mit dem Rest des Parks geschlossen.
Die Wildcat entstand durch Umbau der früheren Sky Rocket im selben Park.

## Züge
Wildcat besaß Züge mit jeweils drei Wagen. In jedem Wagen konnten sechs Personen (drei Reihen à zwei Personen) Platz nehmen.